# جانيت لين
جانيت لين (بالإنجليزية: Janet Lynn)‏ هي متزلجة فنية أمريكية، ولدت في 6 أبريل 1953 في شيكاغو في الولايات المتحدة.

## وصلات خارجية
- جانيت لين على موقع أوليمبيديا (الإنجليزية)